# Характеристична в'язкість
Характеристична в'язкість (англ. intrinsic viscosity, рос. характеристическая вязкость) — у хімії полімерів — граничне значення приведеної в'язкості (ηred) розчину, коли концентрація полімера (с) в ньому прямує до нуля: [η] = (ηred)c→0 = (ηs / с) c→0, де ηs — інкремент відносної в'язкості (питома в'язкість). Синоніми — індекс Штаудінгера, граничне число в'язкості, гранична приведена в'язкість.
Характеристична в'язкість визначається співвідношенням:
{\displaystyle \left[\eta \right]=\lim _{c\rightarrow 0}{\frac {\eta -\eta _{s}}{\eta _{s}c}}}
де [η] — характеристична в'язкість, η — в'язкість розчину, ηs — в'язкість розчинника, c — концентрація полімеру в розчині (в грамах на 100 см3).